# Iniciatives Empresarials Aeronàutiques
Iniciatives Empresarials Aeronàutiques (IEASA) és una societat anònima fundada per a agrupar inversors i institucions catalanes amb el propòsit clar de comprar l'aerolínia Spanair. La societat està formada per Turisme de Barcelona, Catalana d'Iniciatives, Fira de Barcelona, Volcat 2009, empresaris de l'associació FemCAT i un grup d'empresaris hotelers i del sector turístic català.